# Небесний замок Лапута
«Небесний замок Лапута» (яп. 天空の城ラピュタ, Тенку: но сіро Рапюта) — анімаційний фільм, що вийшов на студії Ghibli 1986 року. Режисер — Хаяо Міядзакі, композитор Дзьо Хісаісі. Назва Лапута взята з твору Джонатана Свіфта, але сюжет не має нічого спільного.
Український переклад зробила студія Омікрон на замовлення Гуртом..

## Сюжет

Пазу ловить Сіту, яка падає

У передісторії (показана на фоні титрів) колись існувала людська цивілізація, яка будувала летючі міста, але згодом загинула у невстановленій катастрофі. Ті, що вижили були змушені жити на землі, єдиним винятком стало місто Лапута, що залишилося в небі, приховане хмарами.
Сюжет розгортається у світі, подібному на початок XX століття, з високим рівнем розвитку авіації. На пасажирський дирижабль нападають повітряні пірати. Одна з його пасажирок, дівчинка Сіта, чує, що пірати шукають її кулон і намагається втекти. Сіта зривається вниз, але камінь в кулоні починає сяяти й дивовижним чином пом'якшує падіння.
Сіту в несвідомому стані знаходить хлопчик Пазу з шахтарського містечка і залишає її в себе. Зранку вони знайомляться, Пазу пробує політати з допомогою каменя, але безуспішно. Сіта знаходить фото, зроблене батьком Пазу, де зображене легендарне летюче місто Лапута, яке Пазу мріє знайти. Тим часом пірати не відмовилися від пошуків каменя і прибули до міста під виглядом джентльменів. Та Сіта і Пазу перехитрують їх і тікають. Між викритими піратами та містянами зав'язується бійка. Друга група піратів продовжує гонитву та зустрічається на мосту з бронепоїздом військових, яким також потрібна Сіта. Від падіння з мосту дітей рятує камінь, дозволяючи їм приземлитися на саме дно шахти внизу. Сіта розповідає про себе, з чого Пазу розуміє, що вони обоє сироти. Вибратися з шахт їм допомагає місцевий дослідник Пом. Він же пояснює, що за каменем володіє Сіта — волюцитовим кристалом, які вміли робити тільки лапутанці.
Дітей захоплюють військові й ув'язнюють у фортеці, щоб дізнатися від них якомога більше про Лапуту. Загадковий керівник пошуків Муска схиляє Сіту до співпраці в обмін на звільнення Пазу.
Хлопчик, прийшовши додому, потрапляє в засідку піратів. Пірати підслуховують радіоперемови військових та дізнаються, що Сіту перевозитимуть дирижаблем «Голіаф», і вирушають на її пошуки, прихопивши з собою Пазу. Тим часом Сіта згадує чуте в дитинстві «закляття» і промовляє його, що пробуджує схованого у фортеці робота лапутанців. Робот руйнує фортецю, що дозволяє піратам забрати дівчинку, але її кулон, який вказав перед цим променем шлях на Лапуту, залишається у Муски.

Місто Лапута

На дирижаблі піратів Сіта стає улюбленицею команди. Під час переслідувань «Голіафом» завдяки дітям пірати знаходять легендарне летюче місто, але потрапляють туди лише Пазу і Сіта. Слідом прибувають військові. Поки солдати розграбовують місто, Муска вирушає на пошуки зброї Лапути. Пазу звільняє захоплених в полон піратів, а Муска відкриває Сіті, що, як і вона, є нащадком правителів Лапути. Муска демонструє міць зброї та змушує військових повернутися на «Голіаф», ввімкнувши роботів.
Аби не допустити використання сил міста Мускою, Пазу і Сіта промовляють слова, які запускають саморуйнування Лапути. Але велетенське дерево, що пустило коріння в місто, утримує кристал, завдяки якому Лапута літала, і частина міста лишається цілою. Разом з піратами, які встигли набрати скарбів і собі, діти повертаються додому.

## Персонажі
Сіта (яп. シータ, англ. Sheeta) / Люсіта Тоель Ур Лапута (яп. リュシータ·トゥエル·ウル·ラピュタ, англ. Lusheeta Toel Ul Laputa) — головна героїня, рано осиротіла й отримала в спадок кристал Летючого Каменя. Після цього жила як пастушка в гірському селі. Урядові агенти на чолі з Мускою викрали Сіту, однак напад піратів дозволив їй повернути собі кулон з Каменем, з чого й почалися її пригоди, показані в фільмі.
Сейю: Кейко Екодзава
Пазу (яп. パズー, англ. Pazu) — другий головний герой, одноліток Сіти, також сирота, працював помічником майстра на шахтарській печі. Його батько, потрапивши в бурю, бачив Лапуту і навіть зумів сфотографувати, але все життя йому ніхто не вірив. Пазу мріє знайти Лапуту і разом з тим довести, що його батько казав правду. Зловив Сіту в несвідомому стані над шахтою і подбав про неї. Пізніше приєднався до клану Доли, щоб врятувати Сіту від агентів уряду і військових.
Сейю: Маюмі Танака
Дола (яп. ドーラ, англ. Dola) — ватажок клану повітряних піратів, грубувата жінка віком за 50 років. Тримає в залізному кулаці своїх синів, які і є членами її банди. Попри свій грубий характер, досить добра жінка, втім, вона всіляко це приховує. Наприкінці фільму втрачає свій дирижабль, але набрані на Лапуті коштовності планує витратити на побудову нового.
Сейю: Котое Хацу
Полковник Муска (яп. ムスカ, англ. Colonel Muska) / Ромуска Пало Ур Лапута (яп. ロムスカ·パロ·ウル·ラピュタ, англ. Romuska Palo Ul Laputa) — головний антагоніст, урядовий агент, який бажає заволодіти зброєю Лапути аби підкорити світ. Байдужий до військових і зневажає їх та їхнього командувача.
Сейю: Мінорі Терада
Генерал Муро (яп. モウロ 将軍, англ. General Muoro) — генерал, який займається пошуками Лапути. Прямолінійний і самовпевнений. Проявляє неприязнь до Муски й всіляко намагається взяти його під свій контроль, що так і не вдається. Імовірно, загинув від рук Муски при падінні з Лапути разом зі своїми солдатами.
Дядько Пом (яп. ポムじいさん, англ. Uncle Pom) — старий шахтар, який знаходить Сіту і Пазу, коли вони впали до шахт, і виводить їх на поверхню. Розповідає про волюцит — мінерал, за допомогою якого літала легендарна Лапута.
Сейю: Фудзіо Такіта

## Музика
Саундтрек до анімаційного фільму налічує 14 композицій. Автором їх є Дзьо Хісаісі. Саундтрек вийшов 25 серпня 1986.
1. «The Girl Who Fell from the Sky» — 2:27
2. «Morning in Slag Ravine» — 3:04
3. «A Fun Brawl (Pursuit)» — 4:27
4. «Memories of Gondoa» — 2:46
5. «Discouraged Pazu» — 1:46
6. «Robot Soldier (Resurrection/Rescue)» — 2:34
7. «Carrying You» — 2:02
8. «Sheeta's Decision» — 2:05
9. «On the Tiger Moth» — 2:32
10. «An Omen to Ruin» — 2:18
11. «The Sea of Cloud Under the Moonlight» — 2:33
12. «Laputa: Castle in the Sky» — 4:36
13. «The Collapse of Laputa» — 2:00
14. «Carrying You» — 4:07

## Європейські впливи
Назва «Лапута» взята з роману Джонатана Свіфта «Подорожі Гуллівера», в якому Лапута була летючим містом-островом з високим розвитком науки.
Полковник Муска згадує Лапуту як прообраз біблійних та індуїстських легенд, водночас ім'я Сіта може бути посилання на Сіту, жіночого персонажа Рамаяни.
В техніці, особливо повітряних суднах, помітна вікторіанська атмосфера. Деякі елементи архітектури були натхненні шахтарськими містечками Уельсу. Міядзакі вперше відвідав Уельс в 1984 році та був свідком страйків шахтарів. Пізніше він згадував побачене в Уельсі під час інтерв'ю у 1999: «Я побував в Уельсі одразу після страйків. Я дійсно захоплювався тим, як профспілки шахтарів боролися до самого кінця за свої робочі місця і громади, і захотів відобразити силу цих громад в моєму фільмі…» Міядзакі повідомив The Guardian: «Я захоплювався цими людьми, я захоплювався способом, в який вони боролися, щоб зберегти свій спосіб життя, як і шахтарі в Японії. Багатьох людей мого покоління побачили шахтарів як символ; вмираючий рід борців… Тепер їх немає.»

## Дивись також
Подорож Пілігріма (1678 Джон Буньян) — один із найвизначніших апологетичних християнських творів про подорож паломника до Небесного Міста.
Мандри Гуллівера: Частина 3. Подорож до Лапути, Глаббдобдріб та ін.
Правдива історія (Лукіан, ІІ ст.)